# Mergelland

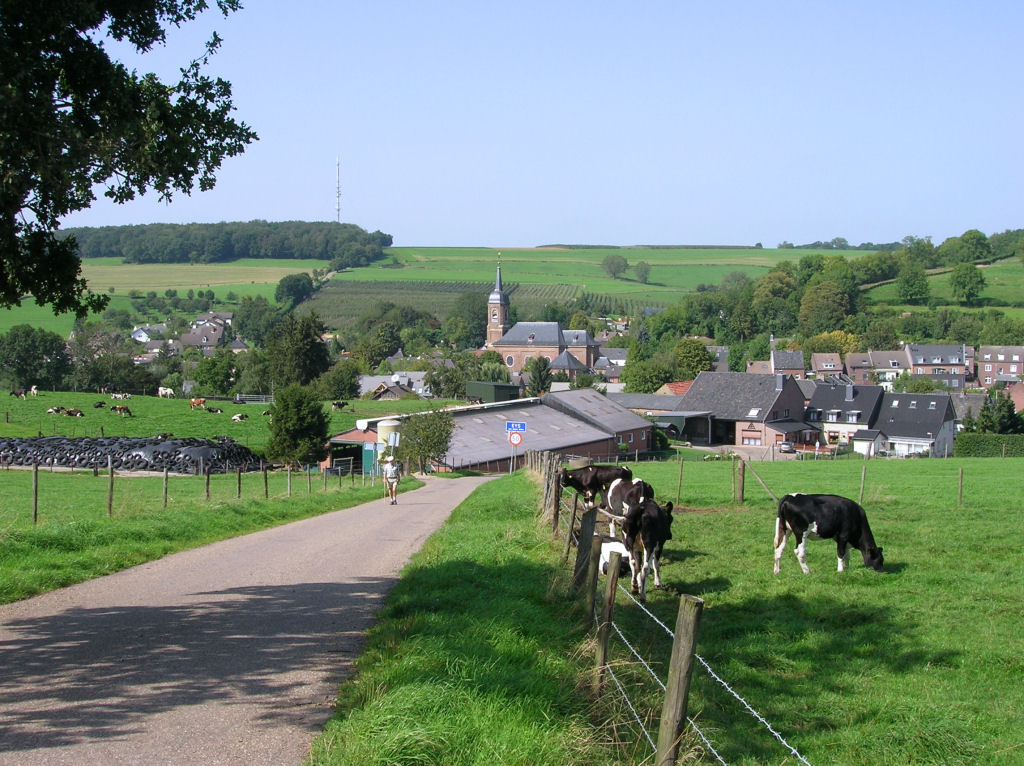
Zicht op Eys

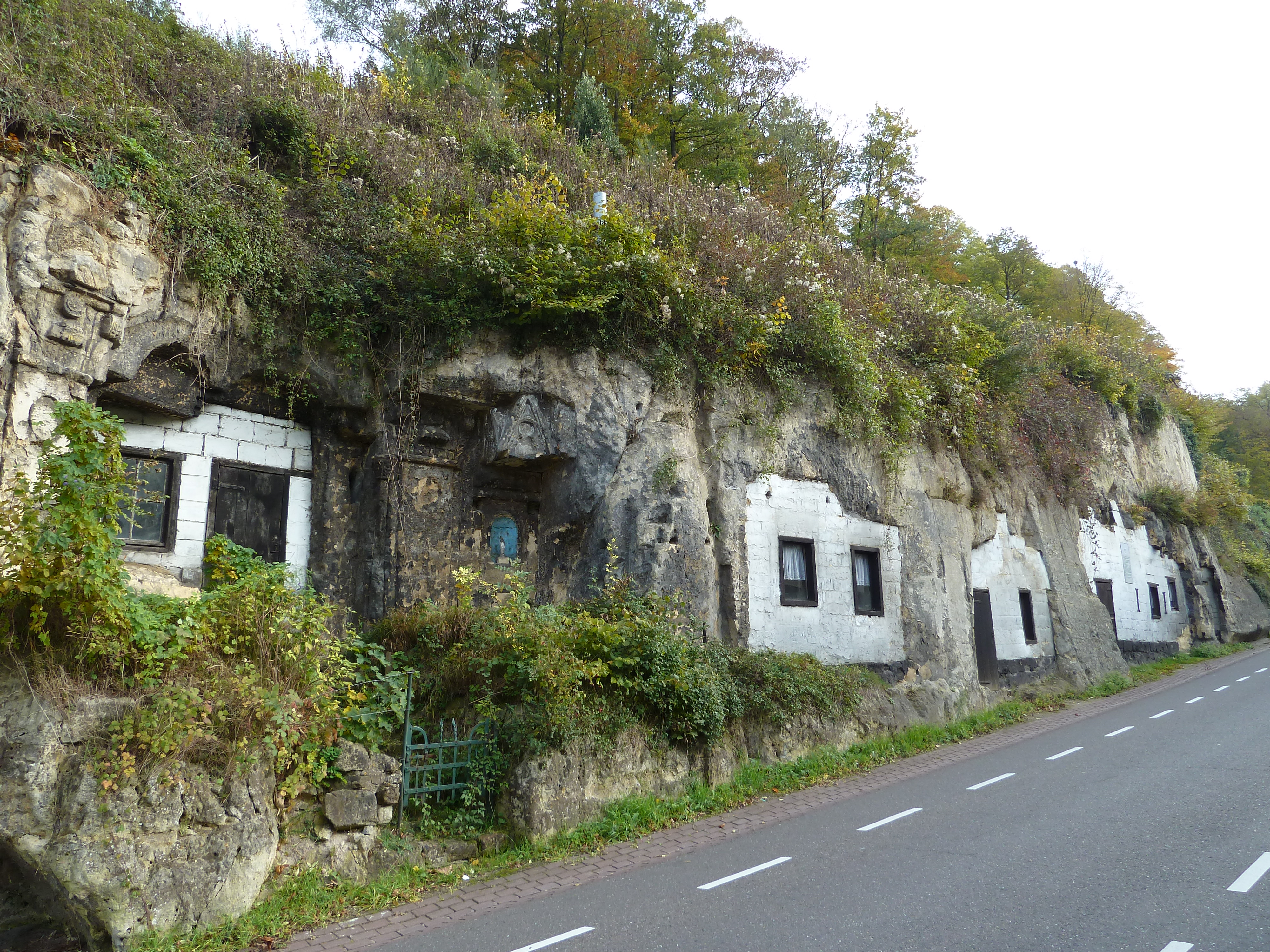
Grotwoningen in Geulhem

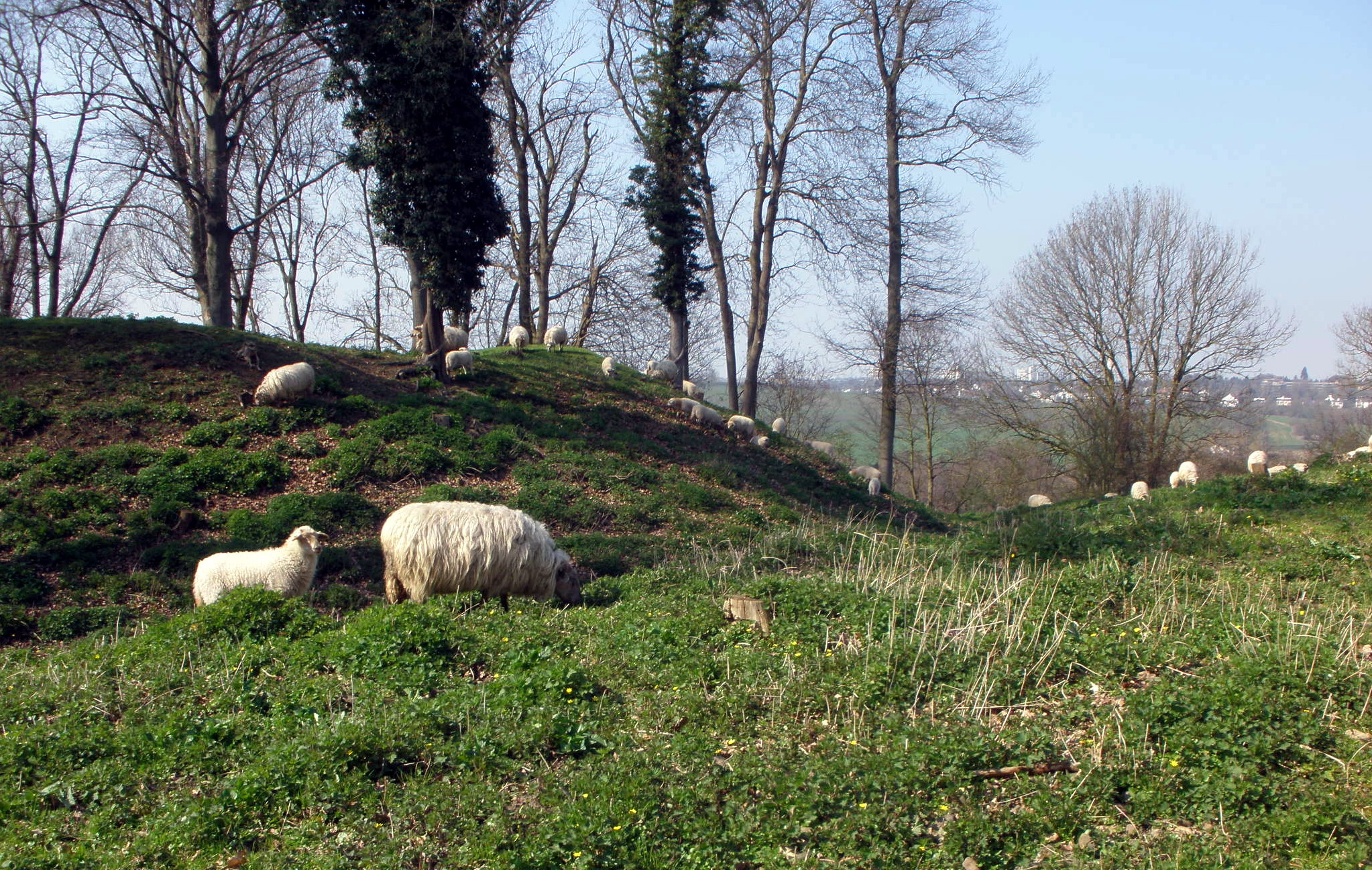
Mergellandschapen, hier op de Sint-Pietersberg

Het Mergelland (soms ook Krijtland genoemd) is een gedeelte van Nederlands Zuid-Limburg dat zijn naam ontleent aan de aanwezigheid van mergel en dat bekend is vanwege het heuvellandschap, het aanwezige natuurschoon en een aantal pittoreske dorpen en gehuchten.

## Ligging
Het Mergelland valt volgens sommige definities min of meer samen met het Zuid-Limburgse Heuvelland, hoewel de laatste benaming meestal voor een ruimer gebied wordt gebruikt. Het Mergelland wordt globaal begrensd door de rijkswegen A2, A79 en A76, en de grens met België. Het Plateau van Margraten vormt de kern van het Mergelland, omgeven door de rivierdalen van de Maas en de Geul, en doorsneden door het dal van de Gulp en diverse droogdalen. Ten zuiden van het Mergelland bevindt zich de Belgische Voerstreek.

## Geologie
In de ondergrond van het Mergelland bevinden zich meerdere lagen uit verschillende periodes, waarvan een aantal aan de oppervlakte komen. De bovenste laag is op veel plekken een lösspakket, een eolische afzetting van het Laagpakket van Schimmert uit de Formatie van Boxtel. Daaronder bevindt zich vaak zand en grind, fluviatiele afzettingen van kleine beken (Laagpakket van Hoogcruts) en Maasafzettingen (Maasgrind en zand) van de Oostmaas en Westmaas die behoren tot de Formatie van Beegden en afzettingen van de Oermaas die behoren tot het Laagpakket van Waubach. Daaronder bevinden zich aan de noordkant zanden en zuidelijker meerdere kalksteenlagen, vaak aangeduid als mergel. Deze kalksteenlagen zijn van de Formatie van Houthem, Formatie van Maastricht en Formatie van Gulpen. Verschillende van deze kalksteenlagen zijn rijk aan vuursteen. Onder de kalksteenlagen zit er dan weer de Formatie van Vaals en de Formatie van Aken.

### Mergel
De naam Mergelland verwijst naar de Limburgse mergel (eigenlijk: krijtgesteente), die in dit gebied dicht aan de oppervlakte ligt en op sommige plaatsen aan de oppervlakte treedt. Door de ondergrondse mergelwinning zijn veel mergelgroeven ontstaan, die als de "mergelgrotten" van Limburg bekendheid kregen. Bekende grotten zijn de Gemeentegrot, de Fluweelengrot, de Romeinse Katakomben in de Heidegroeve, de Sibbergroeve en de Geulhemmergroeve, alle in de gemeente Valkenburg aan de Geul gelegen. In zuidelijke richting verdwijnt de aanwezigheid van mergel geheel terwijl in noordelijke richting de mergel alleen op grotere diepte aanwezig is.
Anno 2021 wordt er kalksteen gewonnen in de Sibbergroeve en de Kunradersteengroeve. Met name in de periode van de Eerste Wereldoorlog bevonden zich er tientallen kalkbranderijen om kalk te branden, waarvan er nog een twintigtal resteren (lijst).

## Natuur
De Natura 2000-gebieden Bemelerberg & Schiepersberg, Geuldal, Savelsbos en Noorbeemden & Hoogbos zijn onderdeel van het Mergelland. Andere belangrijke natuurgebieden zijn het Schaelsbergerbos, het Biebosch, het Sint-Jansbosch, het Gerendal, het Gulpdal, de Gulperberg, het Kolmonderbosch, het Onderste Bosch, het Bovenste Bosch, het Vijlenerbos en de Vaalserberg.
Het landschap in het Zuid-Limburgse heuvelland wordt gekenmerkt door een afwisseling van akkers, weilanden en boomgaarden. Het traditionele coulisselandschap met hoogstamfruitbomen en hagen dreigde door de rationalisatie in de landbouw te verdwijnen, maar wordt de laatste jaren krachtig beschermd (onder anderen door nieuwe aanplant door het IKL Limburg).
Bijzondere planten die in het Mergelland voorkomen zijn bijvoorbeeld het zinkviooltje en de maretak. In het Gerendal bij Scheulder zijn tientallen lokale orchideeënsoorten samengebracht in de Orchideeëntuin Gerendal. Er bestaat een schapenras dat vernoemd is naar deze streek, het Mergellandschaap.

## Toerisme
Het Mergelland is een belangrijke toeristische regio. Vooral Valkenburg is vanouds een trekpleister met een groot aanbod aan toeristische attracties, een kuuroord, een casino, hotels, cafés en restaurants. Maar ook Gulpen, Epen en Vaals zijn toeristische centra van betekenis. In de hele regio zijn hotels, pensions, vakantieparken, kampeerboerderijen en campings vertegenwoordigd. Maastricht wordt meestal niet tot het Mergelland gerekend, maar vervult een ondersteunende rol voor het toerisme in het gebied.
Het Mergelland staat niet alleen bekend vanwege het natuurschoon, maar ook vanwege het grote aantal rijksmonumenten en beschermde dorpsgezichten. In veel dorpen en gehuchten zijn historische kerken, kastelen, kasteelboerderijen, carréboerderijen, watermolens en vakwerkhuizen te vinden. Typisch Limburgs zijn de wegkruizen, die langs veel veldwegen (soms holle wegen) te vinden zijn.
Door de ANWB is in Zuid-Limburg de Mergellandroute uitgezet, die zowel per auto of motor als per fiets kan worden afgelegd. De route voert langs de mooiste landschappen en dorpsgezichten, en vermijdt waar mogelijk de drukste wegen.
Het Krijtlandpad is een populaire wandelroute door het Mergelland, terwijl ook het Pieterpad en het Pelgrimspad delen van het gebied doorkruisen.
Al in 1911 vestigde Eli Heimans de aandacht op het gebied rond Epen in het boekje Uit ons Krijtland, waarin hij op luchtige wijze de natuur en de geologie van het gebied bespreekt. Het diende indertijd veel zomergasten als gids bij hun verblijf.

## Zie ook

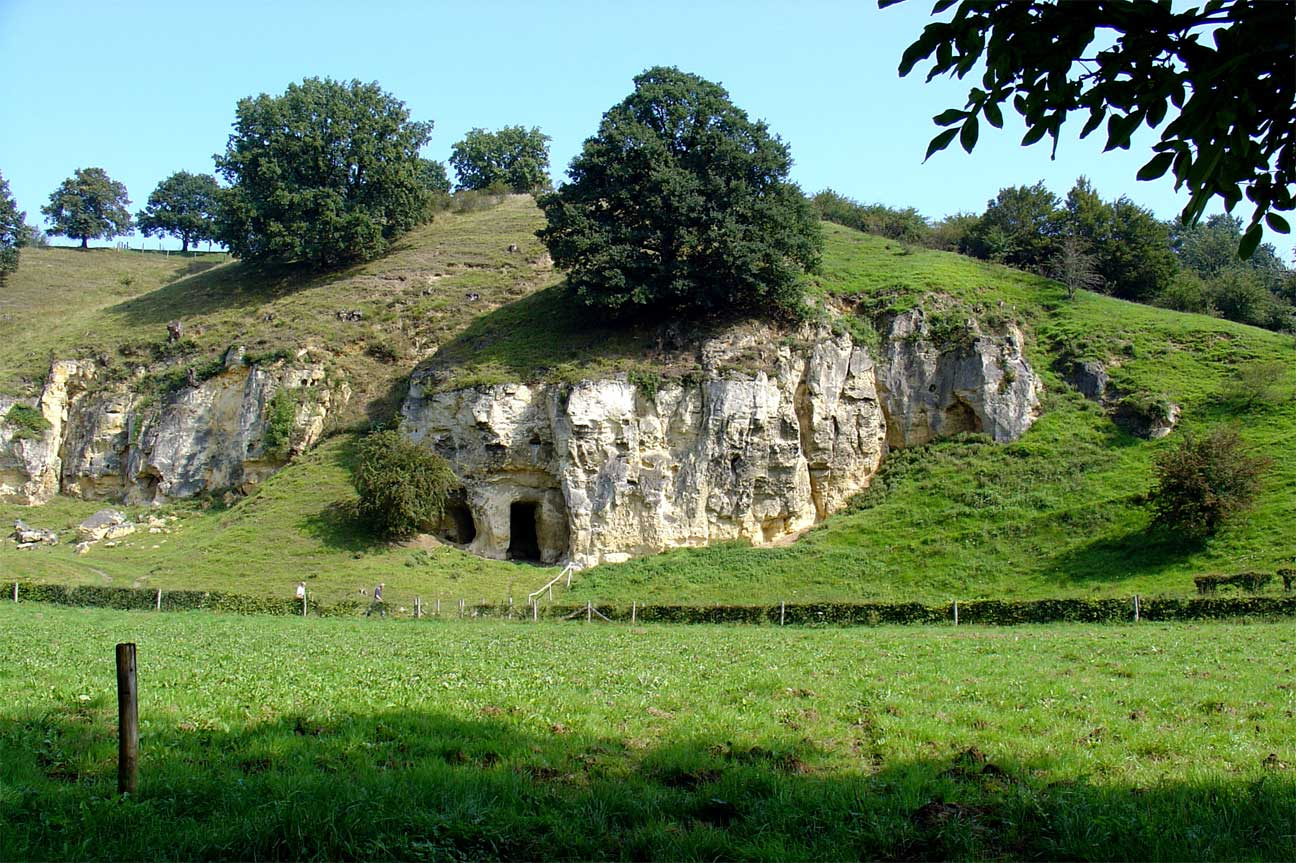
Krijtformatie Bemelerberg
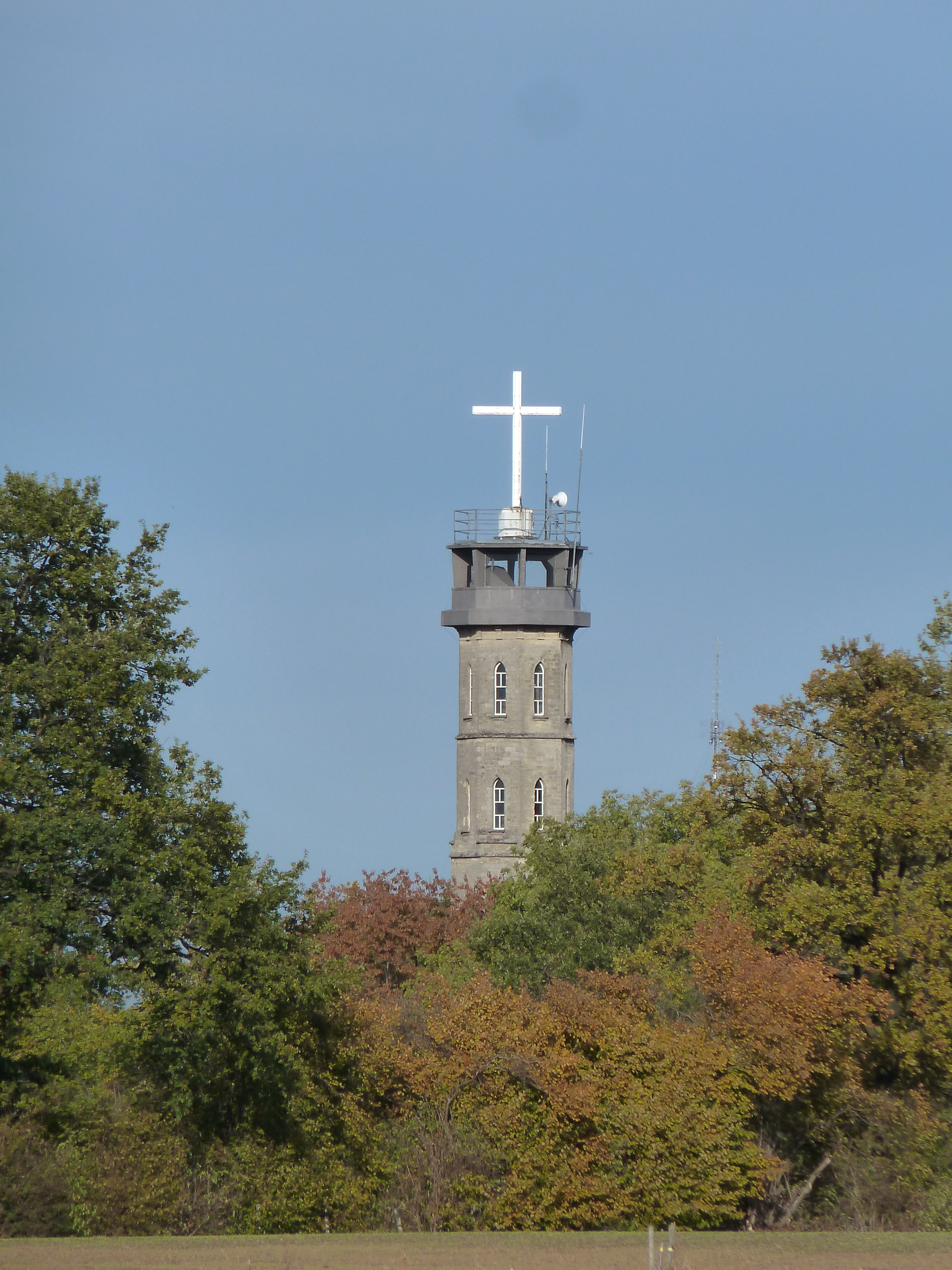
Wilhelminatoren, Valkenburg
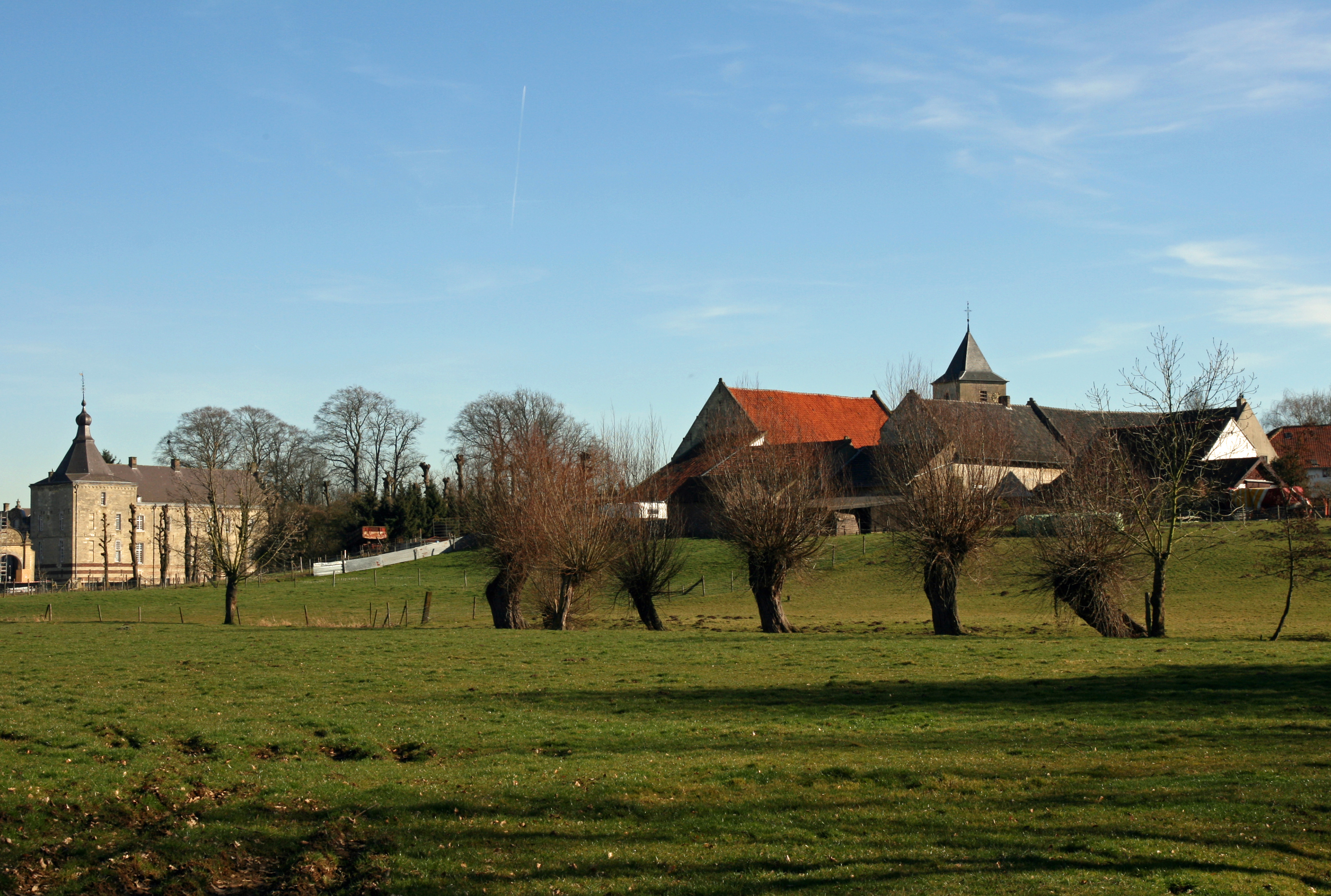
Oud-Valkenburg
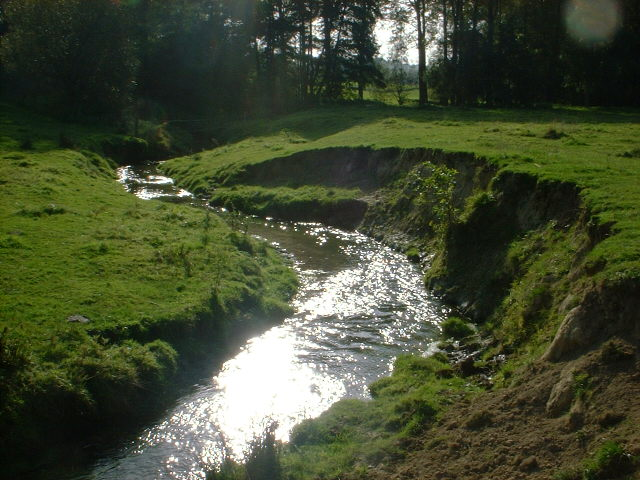
Eyserbeek
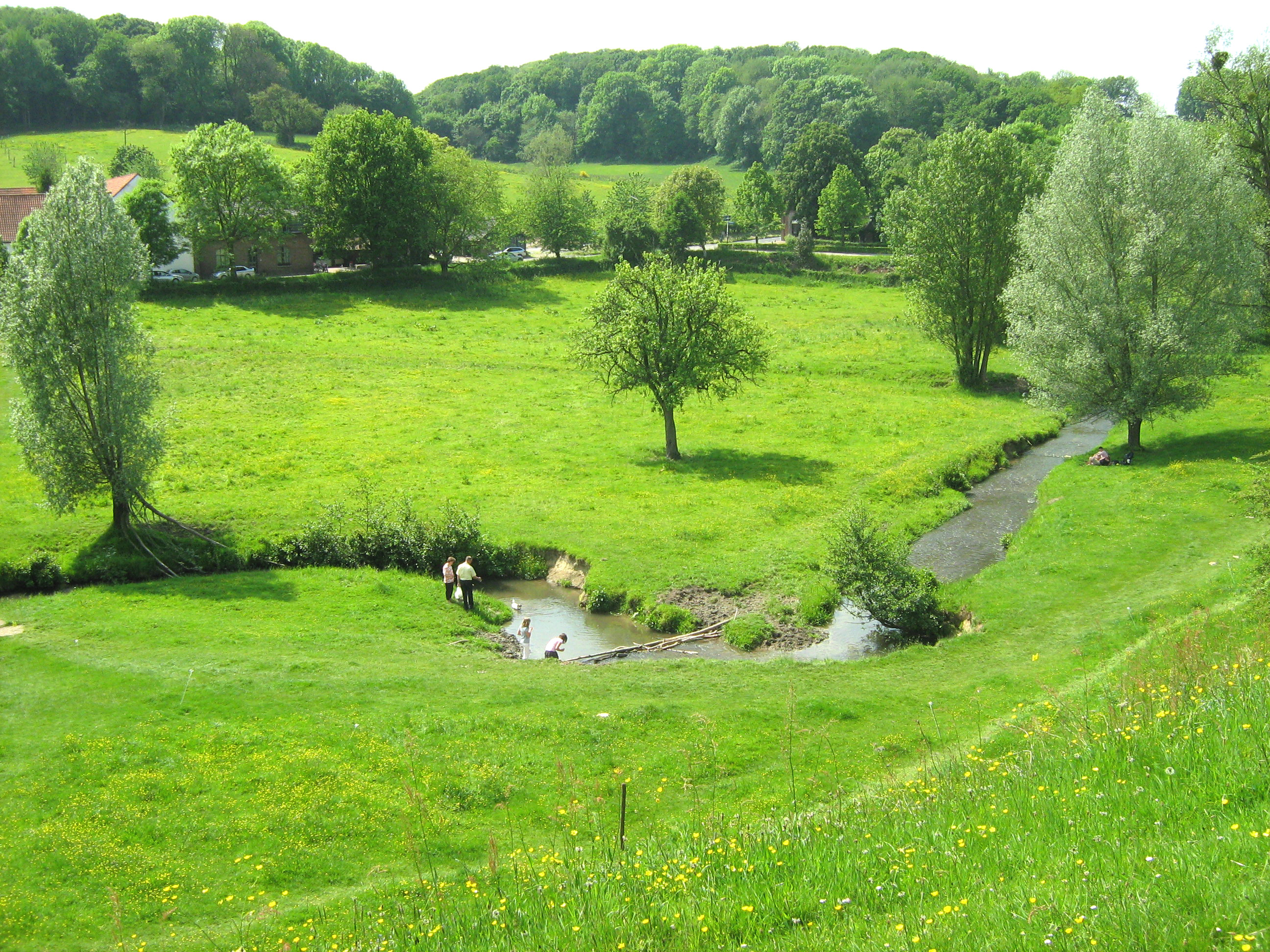
Gulp bij Slenaken
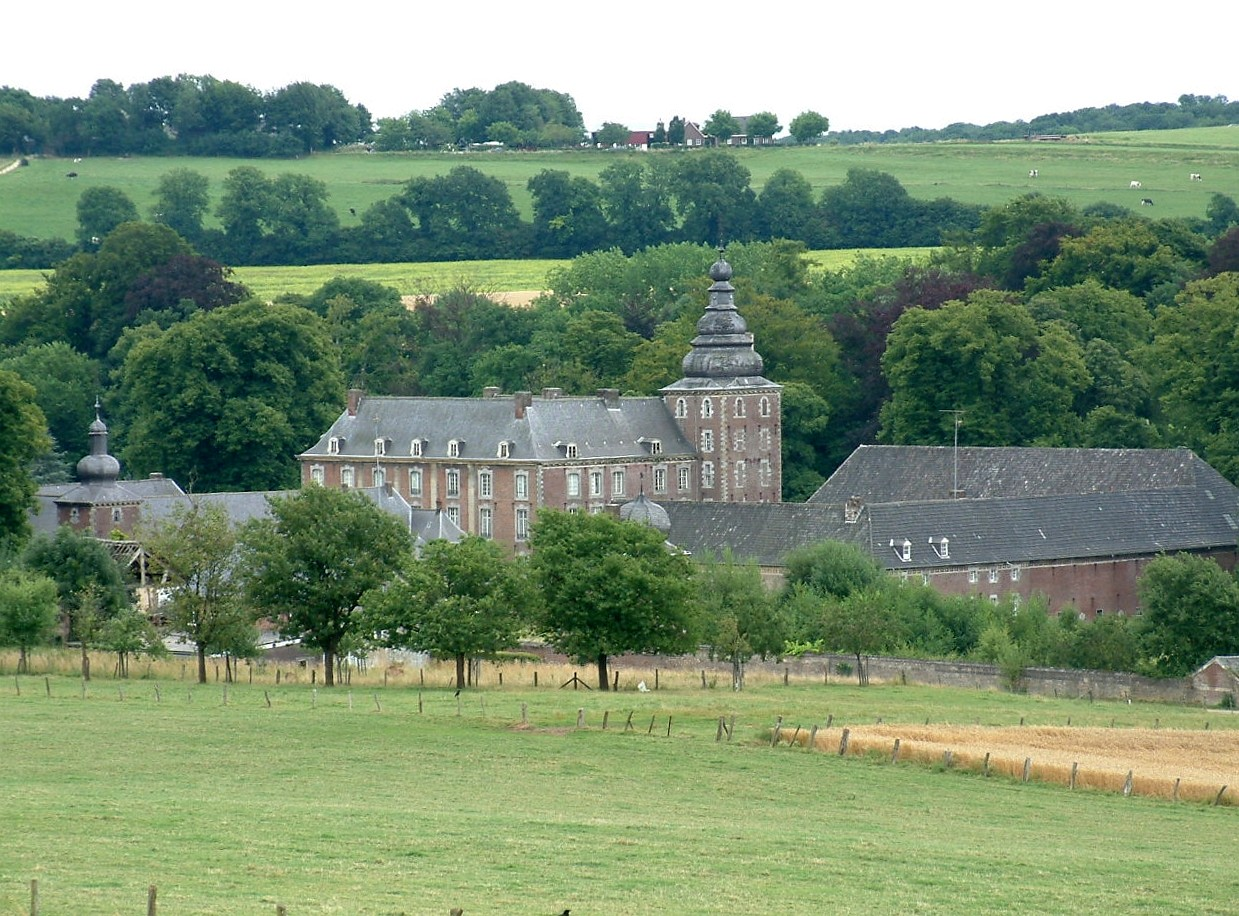
Kasteel Neubourg, Gulpen
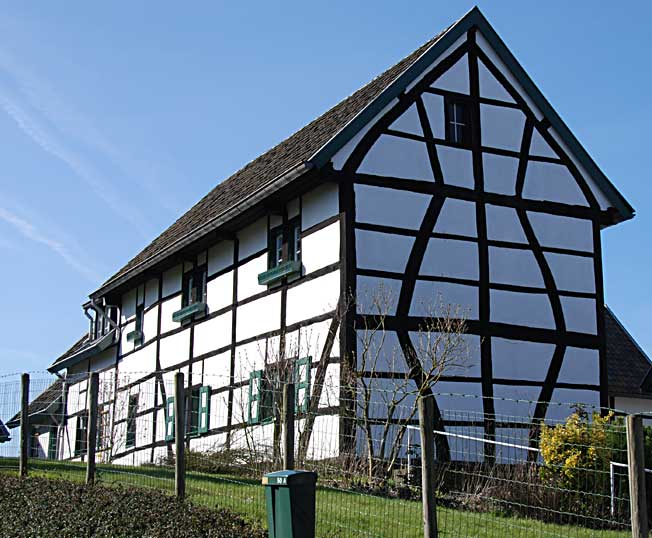
Vakwerkhuis, Mechelen
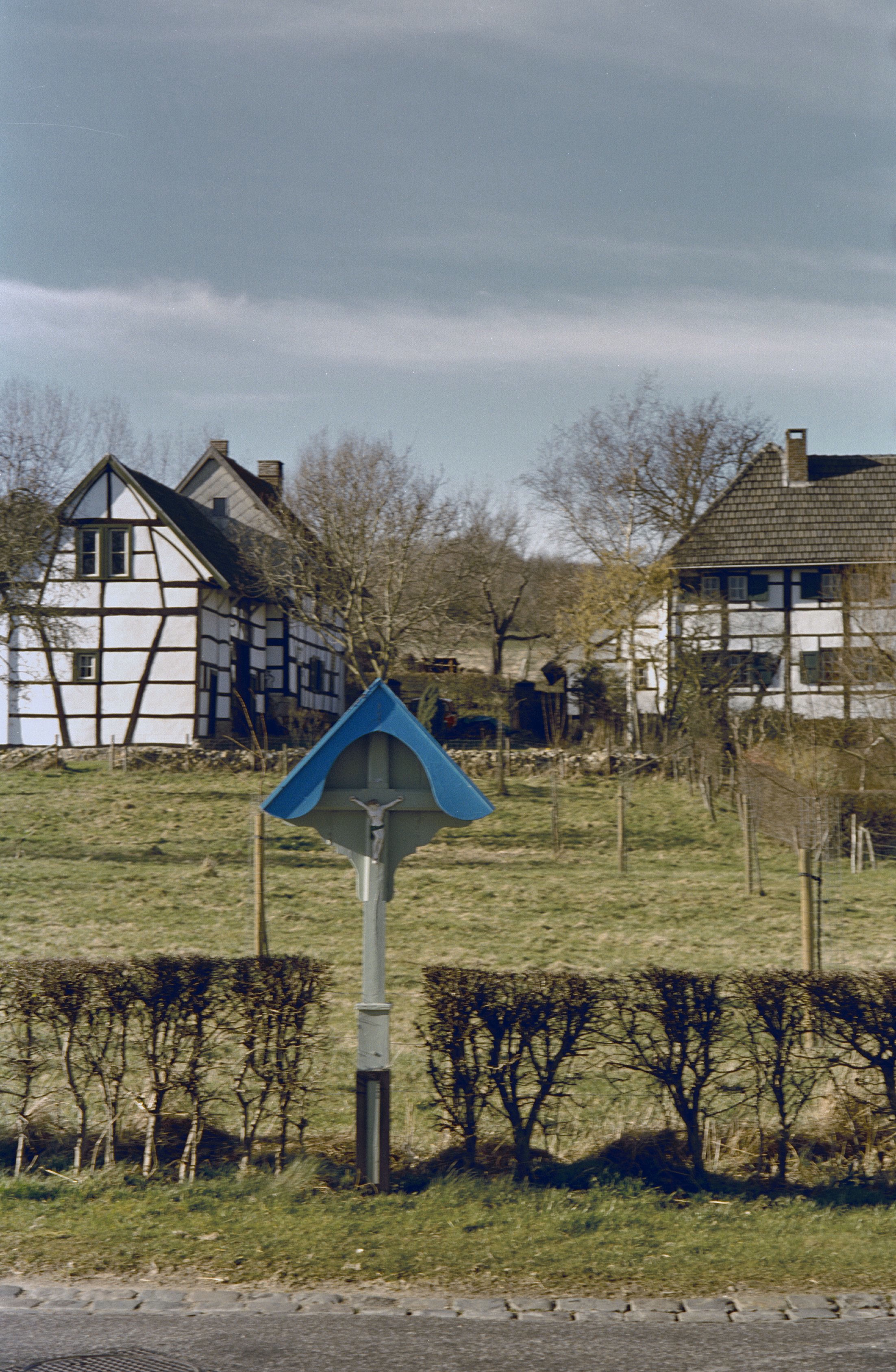
Wegkruis bij Höfke
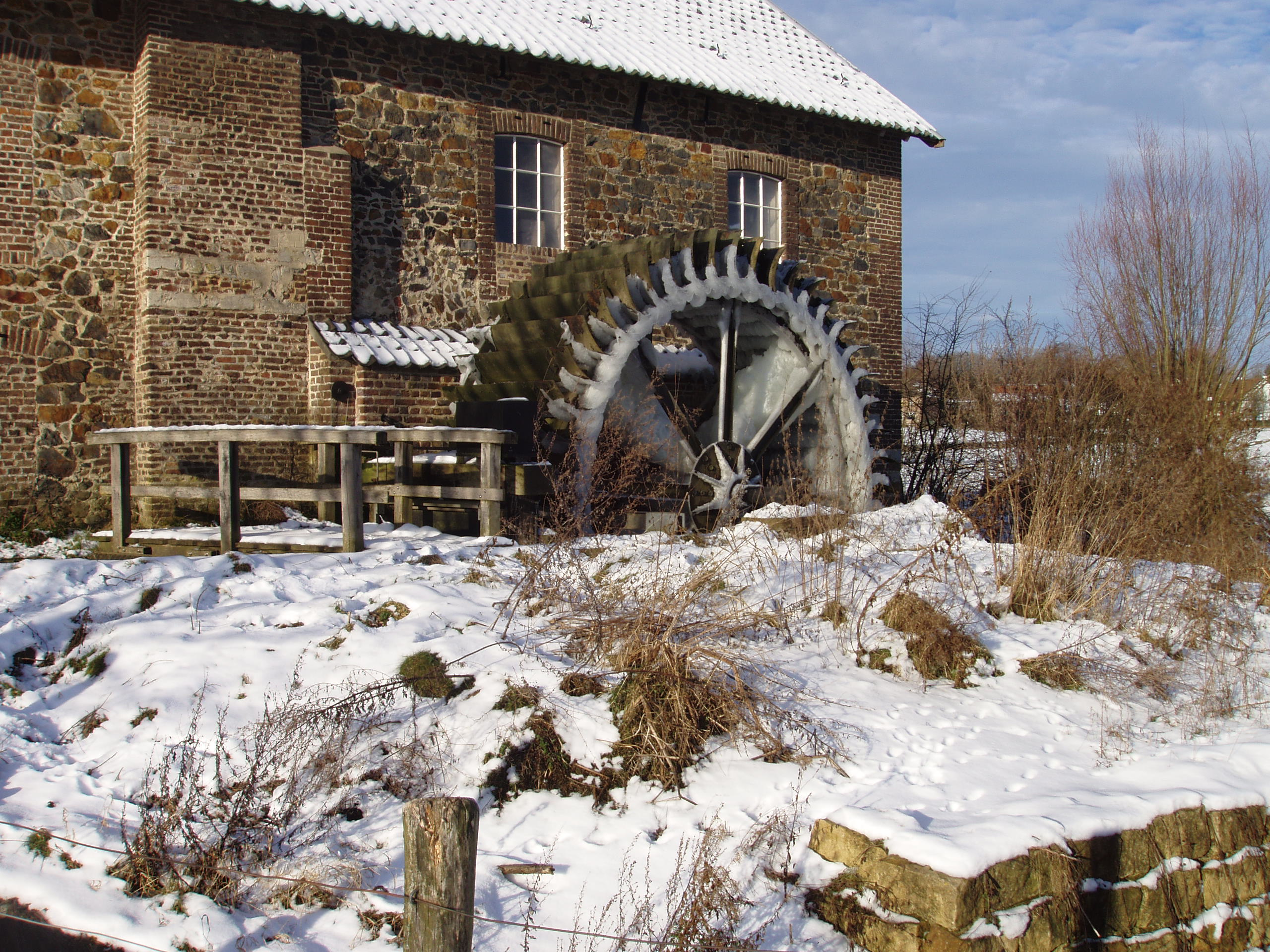
Volmolen, Epen
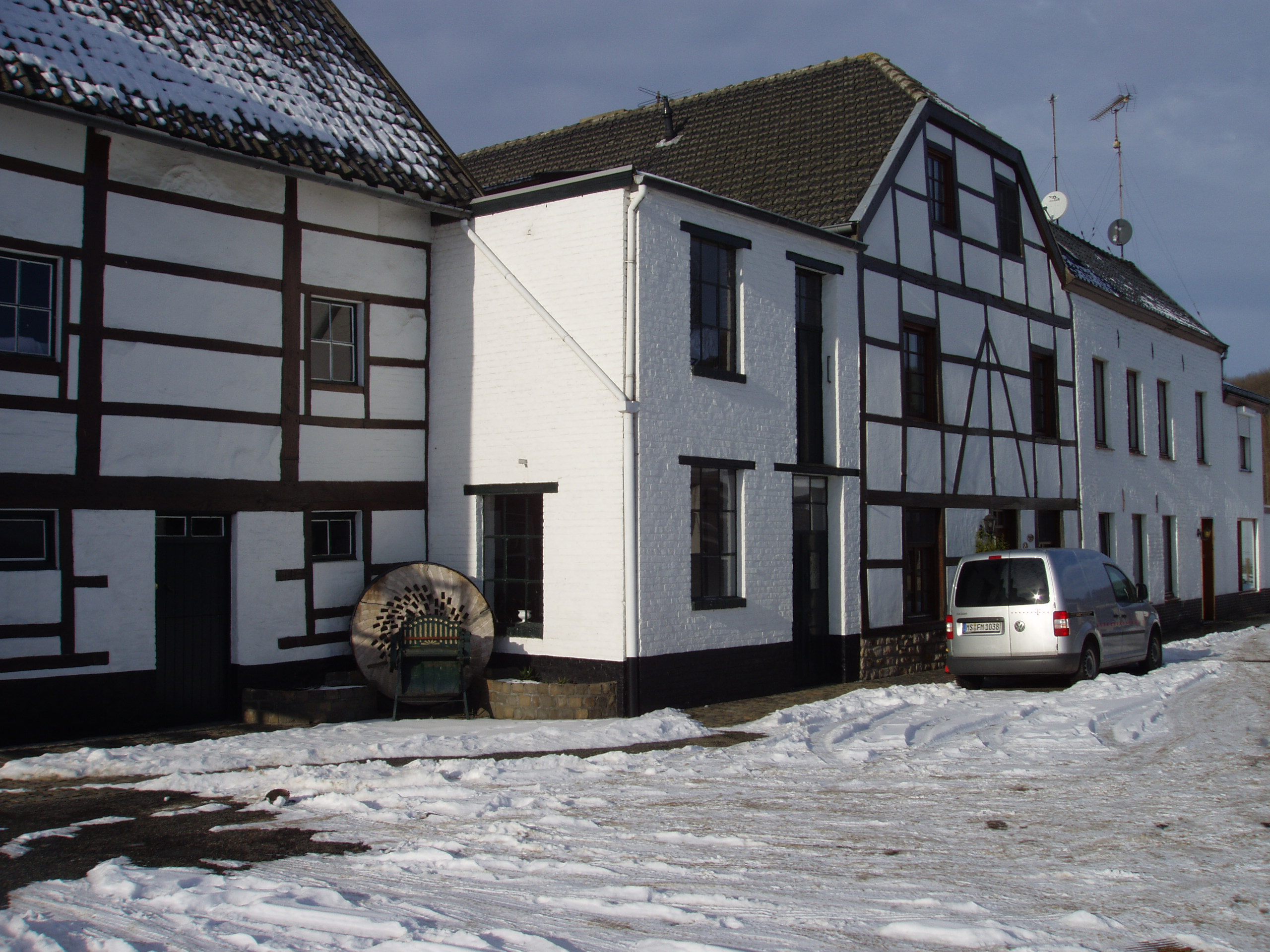
Mamelismolen, Lemiers
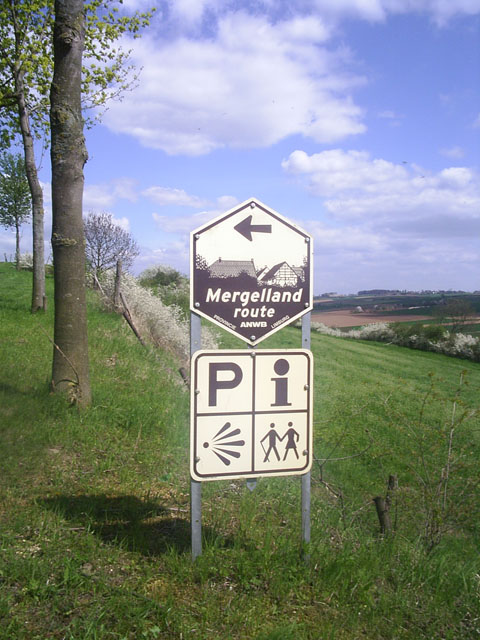
Mergellandroute
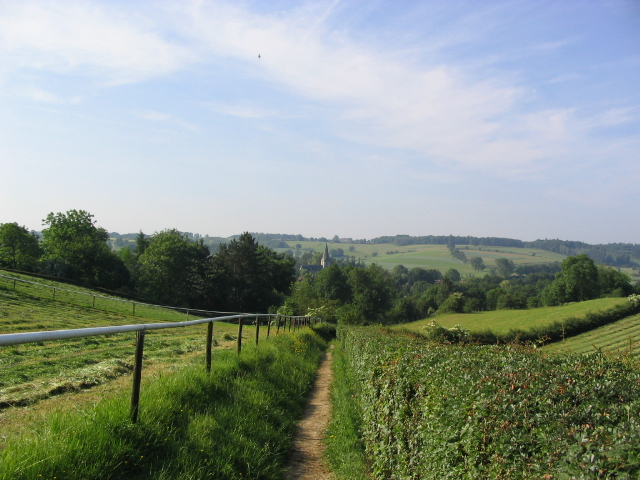
Krijtlandpad